# Oldřich Palkovský
Oldřich Palkovský (24. února 1907 Brušperk – 13. května 1983 Zlín) byl český hudební skladatel a pedagog.

## Život
Byl synem dělníka a amatérského muzikanta. Už jako chlapec hrával v otcově kapele. Absolvoval učitelský ústav v Příboře a vstoupil na brněnskou konzervatoř. Studoval hru na klavír Růženy Kurzové a Anny Holubové, dirigování u Zdeňka Chalabaly a skladbu u Viléma Petrželky. Ve studiu pokračoval v Praze na mistrovské škole u Josefa Suka. Stal se učitelem na hudební škole ve Zlíně. Později působil také v Ostravě a na Vyšší hudební škole v Kroměříži. Byl členem komise pro státní zkoušky z hudby v Brně.
Měl dvě děti. Syn Pavel Palkovský je hudební skladatel a pedagog. Dcera Karen Vlčková Palkovská byla rovněž hudební pedagožkou. Mezi její žáky patřil např. skladatel a baskytarista Ondřej Soukup.

## Dílo

### Orchestrální skladby
- Romantická předehra op. 5
- 1. symfonie op. 8 (1934, Cena České akademie věd a umění)
- 2. symfonie op. 10 (1939)
- 3. symfonie op. 14 (1944)
- Concertino pro dechové nástroje op. 16 (1945, Cena Smetanovy nadace)
- 4. symfonie op. 19 (1947)
- Koncert pro cimbál a malý orchestr op. 24 (1953)
- Scherzo capriccioso op. 25 (1953)
- Moravská suita op. 26 (1955)
- Moravské tance op. 27 (1956)
- 5. symfonie op. 28 (1957)

### Komorní skladby
- Preludium a fuga pro varhany op. 1 (1929)
- Prelude op. 2 pro dva klavíry (1930)
- Dvě skladby pro housle a klavír (1930)
- Sedm klavírních skladeb op. 3 (1931)
- Klavírní trio op. 11 (1940, cena Smetanovy nadace)
- Houslová sonáta op. 12 (1942)
- Sonatina pro housle (1943)
- Sonáta pro violu op. 15 (1944)
- Sonáta pro violoncello op. 17 (1946)
- Sonáta pro klarinet op. 20 (1947)
- Variace na vlastní téma pro varhany (1946)
- Dechový kvintet op. 21 (1949)
- Obrázky z venkova pro klavír (1950)
- Kvartet pro housle, flétnu, violu a violoncello op. 22 (1950)
- Poetický valčík pro harmoniku (1957)
- Duo pro housle a violu op. 81 (1982)
- 4 smyčcové kvartety
- Písňové cykly pro zpěv a klavír

Zkomponoval řadu drobnějších skladeb, pochodů, tanců a úprav lidových písní z okolí Zlína pro mužský a dětský sbor. Vydal rovněž Praktickou školu hry na klavír (1932).